# 百花溫室
百花溫室（英語：Conservatory of Flowers）位於加利福尼亞州舊金山金門公園，是一座種植稀有植物的溫室及植物園。完工於1879年，是公園中最古老的建築。這是最早建造於美國的市立溫室之一，也是該國僅存最古老的市立木製溫室。百花溫室基於其知名度，以及歷史、建築和工程的價值，被列入國家史蹟名錄與加利福尼亞州史蹟名錄中。它同時也是加利福尼亞州歷史地標和舊金山指定地標。

## 外部連結
- Brian Curran, Jr. "A Conservatory Reborn: After falling prey to one of the most violent storms in California history, San Francisco’s Conservatory of Flowers blooms again," ICON Magazine, Summer 2003, p. 14-21. （页面存档备份，存于）
- San Francisco Conservatory of Flowers Official Website （页面存档备份，存于）

37°46′19″N 122°27′36″W / 37.772°N 122.460°W
Template:舊金山景點